# Ильницкий, Роман
Роман Ильницкий (укр. Роман Ільницький; псевдоним: «Кричевский», 18 июня 1915, Кривче — 2 февраля 2000, Нью-Йорк) — украинский педагог, организатор библиотечного дела, редактор, публицист, историк, политический деятель, заместитель министра народного хозяйства в УДП, председатель политсовета ОУНз.

## Биография
Учился в гимназиях в городах Чортков, Тернополь, Рогатин, Малой духовной семинарии во Львове. Являлся членом ОУН.
После Акта провозглашения Украинского государства стал в нём заместителем министра народного хозяйства. Но уже в начале июля 1941 С. А. Бандера, глава провозглашённого правительства Я. С. Стецько, члены правительства Л. М. Ребет и Р. Ильницкий были арестованы и вывезены в Берлин для следствия, а через два месяца отправлены в специальное отделение для политических заключённых концлагеря Заксенхаузен.
В течение 1945—1949 издатель и редактор еженедельника «Время» (укр. «Час»), председатель Международного союза прессы в изгнании и генеральный секретарь международного комитета перемещённых лиц и политэмигрантов в Германии (1947—1952), редактор «Украинского самостийника» (1955—1956).
После убийства в ФРГ 12 октября 1957 Л. М. Ребета, Р. Ильницкий стал третьим председателем политсовета ОУНз.

## Семья
Отец канадско-американского украиноведа Олега Ильницкого, профессора Университета Альберты, автора трудов об украинском модернизме и др.

## Публикации
Автор двухтомного труда «Deutschland und die Ukraine 1934—1945».